# アイ・ウォント・イット・オール
「アイ・ウォント・イット・オール」（I Want It All）は、イギリスのロックバンド、クイーンの楽曲で、1989年にEMIよりシングルとしてリリースされた。

## 解説
アルバム『ザ・ミラクル』からの先行シングルで、イギリスのチャートで3位を獲得するなど、ヒットした。作曲クレジットはクイーン。プロデュースは、クイーンとデヴィッド・リチャーズ。リード・ヴォーカルはフレディ・マーキュリーが担当しているが、中盤の部分はブライアン・メイが歌っている。

## バージョン
「アイ・ウォント・イット・オール」には3つのバージョンが存在する。概要と収録作品は以下の通り。
| 概要 | 収録作品                            | 発売日         |
| --- | ----------------------------------- | -------------- |
| イントロにブライアン・メイによるギターソロ、中盤にヘヴィメタル風ギターソロが挿入されているアルバム・バージョン             | ザ・ミラクル                        | 1989年5月22日  |
| イントロがメンバーのコーラスで始まり、余分な個所が省かれているエディット・バージョン                                       | グレイテスト・ヒッツII ジュエルズII | 1991年10月28日 |
| イントロはエディット・バージョンと同じだが、アルバム・バージョンと同じヘヴィメタル風ギター・ソロも挿入されているバージョン | クイーン・ロックス                  | 1997年11月3日  |

## プロモーションビデオ
この楽曲には、クイーンのメンバーによる演奏シーンなどで構成されたプロモーション・ビデオが製作された。音源はエディット・バージョンを使用。メンバーがスーツを着て倉庫のようなステージでダイナミックに歌う様子が収められている。このプロモーション・ビデオはDVD『グレイテスト・ビデオ・ヒッツ2』で視聴することができる。

## シングル収録曲
1. アイ・ウォント・イット・オール - I Want It All (Queen)
2. ハング・オン・イン・ゼア - Hang On In There (Queen)

## チャート
| チャート (1989)                    | ピーク | 週間 |
| ---------------------------------- | ------ | ---- |
| オーストラリア                     | 10     | 12   |
| オーストリア                       | 11     | 14   |
| カナダ                             | 34     | 13   |
| オランダ                           | 2      | 14   |
| ドイツ                             | 9      | 17   |
| アイルランド                       | 3      | 5    |
| イタリア                           | 4      | 18   |
| ニュージーランド                   | 3      | 10   |
| ノルウェー                         | 4      | 7    |
| スウェーデン                       | 14     | 4    |
| スイス                             | 8      | 14   |
| イギリス                           | 3      | 7    |
| アメリカ・ビルボード・ホット100    | 50     | 10   |
| アメリカ・メインストリーム・ロック | 3      | ?    |

## 参加ミュージシャン
- フレディ・マーキュリー - リードボーカル、バッキングボーカル、シンセサイザー
- ブライアン・メイ - リードボーカル、バッキングボーカル、エレクトリック・ギター
- ジョン・ディーコン - ベースギター
- ロジャー・テイラー - バッキングボーカル、ドラムス